# 유메사키 네네
유메사키 네네（일본어: 夢咲 ねね, 1984년 7월 4일 ~ ）는, 일본의 배우이다. 전 다카라즈카 가극단의 호시구미 톱 여역.

퇴단 후 잠시 본명인 아카네 나나（赤根 那奈 あかね なな）로 활동하다가 다시 예명으로 활동을 계속하고 있다.

도야마현 도야마시 출신. 공식적인 신장은 165cm이며, 혈액형은 A형이다. 애칭은 「네네」. 여동생은 전 유키구미 톱 여역인 마나카 아유.